# Вигилија
Вигилија (пољ. Wigilia, изговорено  ( слушај)) је традиционална вечера бдијења за Бадње вече у Пољској, која се одржава 24. децембра. Термин се често примјењује на цијело Бадње вече, проширујући се даље до Пастерке – поноћне мисе, која се одржава у римокатоличким црквама широм Пољске и у пољским заједницама широм свијета у поноћ или прије поноћи. Обичај се понекад назива "wieczerza" (вечера) или "wieczerza wigilijna" (вечера за Бање вече), на старопољском што значи вечерња трпеза, повезана са касном црквеном службом, вечерње са латинског језика.
Ријеч Вигилија потиче од латинске ријечи Vigil (бдијење, ноћно бдијење, гледање). Повезана гозба прати дан апстиненције и традиционално почиње када се угледа Прва звијезда. Божић се понекад назива и "Гвиаздка", "мала звијезда".
У Пољској Божић се празнује три дана. Божићне прославе почињу 24. децембра (Вигилија), 25. децембар је Божић, познат као Први дан Божића у Пољској. Дан Божића је опуштенији у смислу обичаја. Људи обично посјећују друге чланове породице и дијеле заједно још један оброк. Други дан Божића у Пољској је 26. децембар, дан познат под називом Дан дарова. Период пред Божић је Адвент (лат. adventus). У хришћанској традицији ријеч је о времену ишчекивања другог Христовог доласка. Траје од 23 до 28 дана, почевши од прве недјеље по прослављању Христа Цара. Те вечери цела породица седа за славску трпезу и слави предстојеће божићне празнике.

## Традиције и обичаји у Пољској током Вигилије
У Римокатоличкој цркви у Пољској Вигилија (Бадње вече) се празнује 24. децембра. Међутим, у неким регијама Пољске понекад се дан Бадње вечери одлаже.
Наиме, по народном предању (још живом, нпр. у области Киелце), у годинама када 24. децембар пада на недјељу, Бадње вече није могло да се слави јер „недјеља не прихвата пост“. У таквом случају у суботу је организовано повечерје, а Божић се славио три дана. Ако Вигилија пада у недељу, али одлазак на Пастерку не значи присуствовање недељној, већ чак и Божићној миси. Такође је вредно запамтити да ако неко учествује у Пастерки у овим околностима, више не мора да иде на мисе које се славе на Божић.
Вигилија није службени нерадни дан у Пољској и многи људи раде тај дан. Трговине су отворене али обично имају скраћено радно вријеме. Припреме за Бадње вече могу да потрају веома дуго.
У Пољској је Вигилија постала трајна традиција тек у 18. вијеку. Главни дио Вигилије је свечана вечера која се састоји од посних јела. Ова вечера је стриктно породичне природе. Понекад се ипак, осим родбине, позову и људи који живе сами. Обичај остављања слободног мјеста за трпезом Бадње вечери познат је и уобичајен у Пољској још од 19. вијека. Ово мјесто је намјењено прије свега намјерном госту. На овај начин изражавамо и сјећање на наше најмилије који не могу да проведу Божић са нама или који су већ преминули.

## Обичаји везани за божићне празнике
Божић је посебно време за цијелу породицу. Међутим, ови дани су посебно важни за дјецу, која ће атмосферу породичних празника и традиције везане за њих памтити до краја живота. Често се дешава да то постаје традиција која се преноси са генерације на генерацију. Због тога се често цијела породица укључује у припреме за Божић и то постају породични обичаји.

##### Божићно чишћење
Кућа се чисти и припрема за предстојећи божићни празник. Празнично чишћење обично подразумева већи обим посла него у случају недељних кампања. Генерално уређење простора пожељно је завршити најкасније три недеље прије Божића. Чићење подова седмицу дана прије Божића.

#### Припрема божићне трпезе
Велика пажња се посвећује и припреми божићне трпезе. Шаран је традиционално главни оброк током Вигилије. Шаран се купује жив неколико дана прије Божића из велике каде у супермаркету. Риба се доноси кући у пластичној кеси и држи у кади пуној воде док се не убије за оброк. Данас многи људи само купују филе шарана.

##### Божићно дрвце
Уз постављен трпезаријски сто и кићење јелке је веома уобичајено иако то уопште није пољски обичај. Јелка је саставни део божићне културе. У почетку се божићно дрво звало хаилекрист (на пољском језику hailekryst). Ова традиција се у Пољској појавила тек крајем 18. вијека па до краја 19. вијека и води поријекло из Њемачке, од љемачке буржоазије која се населила у Пољској током саксонског времена и гдје је јелка значила нови, препорођени живот. Дуго времена, обичај украшавања јелке нису одобравали представници католичке цркве, који су сматрали да су јаслице симбол рођења Господњег. То се промијенило крајем 19. века. Данас у католичким домовима доминирају јелке.
Прототип украшеног дрвета била је подлазичка (на пољском језику podłaziczka), то би била врх смрче или јеле, висила би испод плафона, украшена дрангулијама од шарених облатни. У кућама племића и средњег сталежа овај празнични украс замењен је прелијепом сребрном чинијом испуњеном јабукама, позлаћеним орасима и сувим воћем.
Јелка се односи на плодност, наду, али и на библијско Дрво добра и зла. Украси које окачимо такође нису случајни, јер куглице представљају рајске плодове, а ланци подсећају на гријех. Звијезда на врху симболизује Витлејемску звијезду, која је довела пастире и Три краља у шталу. Божић повезујемо са двије боје: зеленом и црвеном. Божићни украси се најчешће израђују у овим бојама. Зелена је симбол наде и вјерности, док је црвена симбол крви Христове. Јелку треба китити тек 24. децембра. И њени појединачни елементи имају своју симболику: свијетла су знак Христовог доласка на свијет, украси су симбол Божије благодати, ланац је симбол змије која је примамљива, а јабука – гријеха.
Постоји прича о божићном пауку. Божићни паук је стара легенда о породици која није могла да приушти да украси своју божићну јелку. Пробудили су се на Божићно јутро и затекли дрво прекривено сребром и златом у облику паукове мреже. Због ове приче сматра се срећом пронаћи паука на божићној јелки. Неки људи ће чак ставити лажног паука на своје дрво као део украса у нади да ће имати среће.

##### Шопка (божићне јасле)
У сваком дому буде почасно мјесто за јаслице које осликавају догађаје од прије двије хиљаде година. Понекад су то само јасле са благословеном фигурицом бебе Исуса, а понекад су то паметне јаслице које представљају све учеснике Божића. Укућани купују или сами праве шопку.
Власнички модел прослављања Бадње вечери из 19. вијека подразумјевао је припремање једноставних, традиционалних јела од лако доступних намирница, скромне декорације и заједничко проведено вече током којег су се пјевале пјесме и сјећали се покојника.

##### Уређење стола за Вигилију
Обичај постављања зеленог адвентског вијенца са четири свијеће у домове и цркве настао је у источној Њемачкој. На зелени вијенац стављају се четири свијеће. Цијела породица (заједница), окупљајући се на молитви, пали накнадне свијеће у знак будности и спремности за Исусов долазак. Адвентски вијенац има богату симболику: свјетлост, зеленило и круг. Свјетлост показује пут, распршује таму, уклања страх и ствара осјећај сигурности и заједнице. То је знак присуства Христа – „Светлости света“. Зелене гране су симбол наде која побеђује смрт. Коло означава породицу (заједницу) која у љубави и радости чека долазак Господњи. Адвент је такође време да припремимо своја срца за долазак бебе Исуса кроз повлачења.

##### Слама на столу
Трпеза за Бадње вече не изгледа случајно. По предању треба да буде покривен бијелим столњаком са комадићима сијена (или комадићи сушене траве) испод њега. Сијено је симбол бебе Исуса која је лежала у јаслама. Једно од објашњења за овај обичај је да сијено симболизује сиромаштво у коме је Спаситељ рођен у Витлејему. Међутим, у паганским обичајима, сијено испод столњака требало је да донесе породичну срећу и благостање за наредну годину.

##### Празно мјесто за Вигилијском трпезом
Остављање празног места за столом током Вигилије је изузетно дуга традиција уз различито тумачење исте. Некада је остављена празна корица за душе покојника који су се – према вјеровањима – на Бадње вече са породицом гостили за бадњачком трпезом. Данас је то за многе више симбол људи који више нису са нама, посебно члана породице, али их се и даље сећамо.
Могуће тумачење симболике празног места за столом током Вигилије је да се оставља уморном луталици, неочекиваном госту (на пољском језику niespodziewany gość). То би значило да ако неко покуца на врата на Бадње вече, треба да отворимо врата и дочекамо га као члана породице. Пољско је веровање да нико не сме да буде гладан или сам на Вигилији, тако да постоји резервисано место за сваки случај.

##### Имела
У многим домовима у Пољској имела виси са плафона.То је обичај повезан са пољупцем, јер имела симболизује љубав, плодност и виталне снаге. По древним вјеровањима, имела је требало да штити кућу од нечистих сила. Веровало се да има магична својства јер је једна од ријетких биљака која рађа зими, када све остале умиру и чекају пролеће.
Градски обичаји су се често разликовали од сеоских. Дјело Julian Wieniawski Писма из Јордана господину Јану приказује благостање и обиље, богате украсе и чистоћу на трпези Бадње вечери у граду. У селу је трпезарија била окићена „божићном и смрчевом кичмом“, а на трпези су се налазила домаћа јела.
Бадње вече је посебан датум, због чега се каже да је то дан који се „броји од сумрака“.
На местима постоји веровање да шта год да се деси на Вигилији утиче на наредну годину; ако дође до свађе, то предсказује свадљиву и мучну годину. На местима постоји веровање да шта год да се деси на Вигилију утиче на наредну годину; ако дође до свађе, то предсказује свадљиву и мучну годину.
Спољне припреме за Божић почињу одмах после празника Свих светих (1. новембра). У продавницама се купују божићни украси, јелке и слично.
Традиције за Бадње вече у Пољској су неодвојиви елемент вечере 24. децембра. На данашњи дан у многим домовима се пјевају коледе, оставља се празно мјесто за трпезом, а испод столњака се ставља сијено.

#### Симболика прве звијезде на небу
Пољска традиција је да се ништа не једе док се прва звијезда на небу не појави на Вигилију (Бадње вече). Трагање за првом звијездом је традиционални задатак за дјецу. Дјеца се често постављају на прозор у потрази за првом свјетлуцавом свјетлошћу. Ова традиција је симбол Витлејемске звијезде за коју Библија каже да је водила мудраце да пронађу Исуса. Наиме, према Светом писму (Јеванђељу по Матеју), управо је Витлејемска звијезда довела три краља (Каспера, Мелхиора и Балтазара) у Витлејем. У знак сјећања на овај догађај, са нестрпљењем се ишчекује прва звијезда на небу - она симболизује почетак прославе Божића.

#### Вигилијна вечера
У сваком дому изгледа другачије, али постоји неколико елемената предбожићне вечере који би требало да имају своје мјесто у свакој католичкој породици.
Вигилија је пољски назив за главни оброк који се једе на Бадње вече. На овом оброку се традиционално послужује 12 јела, мада се јела разликују од региона до породице. Важно је да барем поједете сваки залогај јер се очекује да ће донети срећу у наредних 12 месеци. За католике, 12 јела симболизују 12 Исусових апостола. Обично у овом оброку нема меса или жестоког алкохола, али је веома богат рибом.
Вигилија је посебан догађај за цијелу породицу. Породица се састаје јер жели да заједно дочека рођење Исуса Христа (Божић), које ће прославити у поноћ – током Пастерке. Вечера за Бадње вече (Вигилију) у католичкој пољској породици треба да има посебан ток.
По традицији у Пољској, вечера за Бадње вече почиње „првом звијездом на небу“ („pierwsza gwiazdka”). То је обично око 5 часова послије подне. Ово је симболична референца на Витлејемску звијезду која најављује Исусово рођење, коју су, према Библији, видјела Три краља на источној страни неба.
На столу се поставља свијећњак са четири свијеће. Код католика је обичај да четири седмице пред Божић се обиљежава као Адвентно вријеме. Током тог времена сваке седмице се пали по једна свијећа. Према предању, комадићи сијена простиру се испод бијелог столњака као подсјетник да је Христос рођен у јаслама. Оно што је на тањиру засновано је на традиционалним и сезонским производима доступним зими. Месо није дозвољено. 
Такође, за столом готово увијек остане празно мјесто од броја окупљених резервисаних за најближе сроднике. Додатно мјесто за трпезом за Вигилију предвиђено је за ненајављеног госта, а овај обичај постао је популаран у 19. вијеку. То празно мјесто се, по неким предањима, чува и за Светог Духа. 
Обавезно је дегустирати сва бадњачка јела, а од трпезе се може устати тек после вечере.
Вечера за Бадње вече у сваком католичком пољском дому треба да садржи ових 5 елемената
1. заједничка молитва и ломљење божићне обланде
2. божићна трпеза са 12 традиционалних јела
3. размјена поклона испод божиићног дрвца
4. заједничко пјевање божићних пјесама, коледа
5. пастерка

### Заједничка молитва и ломљење божићне обланде

#### Молитва
Вечера је, по обичају, посна и почиње молитвом и читањем Светог писма, одломка Јеванђеља по Матеју, Луки (друга глава, стихови 1-20) или Јовану у дијелу који се односи на рођење Исусово. Ово је најважнији елемент вечерњег оброка. Глава породице треба да предводи заједничку молитву и прочита поменуту главу Јеванђеља.
Текст молитве прије читања Светог писма
| Оригинал на пољском језику | Превод на српски језик |
| --- | --- |
| - Prowadzący (zapalając świecę): Światło Chrystusa - Wszyscy: Bogu niech będą dzięki - P: W imię Ojca, i Syna i Ducha Świętego. - W: Amen. - P: W 65. tygodniu lat według proroctwa Daniela, w 194. olimpiadzie według kalendarza greckiego, w 752. roku po założeniu miasta Rzymu, w 42. roku panowania Oktawiana Augusta, cesarza rzymskiego, gdy w całym świecie nastał pokój, zechciał Jezus Chrystus, wieczny Bóg i Syn wiecznego Ojca, świat uświęcić przez swoje błogosławione przyjście. - Dlatego święcimy dziś narodzenie Pana naszego Jezusa Chrystusa według ciała. Z głęboką wiarą, jak to czynili nasi ojcowie, posłuchajmy słów Ewangelii opisującej to najradośniejsze dla całej ludzkości wydarzenie narodzin Syna Bożego. | - Вођа (пали свијеће): Свјетлост Христова - Сви: Хвала Богу - Вођа: У име Оца и Сина и Светога Духа. - Сви: Амин. - Вођа: У 65. недељи година по Даниловом пророчанству, на 194. Олимпијади по грчком календару, 752. године по оснивању града Рима, у 42. години владавине Октавијана Августа, римског цара, када је дошао мир у цијели свијет, Исус Христос је хтио да вјечни Бог и Син вјечног Оца, освети свијет својим блаженим доласком. - Стога данас славимо рођење Господа нашега Исуса Христа по телу. Са дубоком вером, као и наши оци, слушајмо речи Јеванђеља које описују овај најрадоснији догађај за цијело човјечанство, рођење Сина Божијег. |

Након читања фрагмента Светог писма, вођа говори универзалну молитву.
| Оригинал на пољском језику | Превод на српски језик |
| --- | --- |
| - Prowadzący: Boże, nasz Ojcze, w tej uroczystej godzinie wychwalamy Cię i dziękujemy, że posłałeś nam swojego Syna Jezusa Chrystusa, naszego Pana i Zbawiciela i prosimy Cię: - Udziel naszej rodzinie daru miłości, zgody i pokoju. Ciebie prosimy – wysłuchaj nas, Panie - Obdarz naszych sąsiadów, przyjaciół i znajomych pokojem. Ciebie prosimy... - Wszystkich opuszczonych, samotnych, chorych, biednych, głodnych na całym świecie pociesz i umocnij tej świętej nocy Dobrą Nowiną. Ciebie prosimy... - Naszych zmarłych (wymienić imiona) obdarz szczęściem i światłem Twej chwały. Ciebie prosimy... - Módlmy się słowami, których nauczył nas Jezus. - Ojcze nasz... | - Вођа: Боже, Оче наш, у овај свечани час Тебе славимо и благодаримо што си нам послао Сина Твога Исуса Христа, Господа и Спаситеља нашега, и молимо Те: - Дајте нашој породици дар љубави, слоге и мира. Молимо те – услиши нас Господе. - Подари мира нашим комшијама, пријатељима и познаницима. Питамо вас... - Утеши и окрепи све напуштене, усамљене, болесне, сиромашне и гладне широм света Радосном вести у овој светој ноћи. Питамо вас... - Подари нашим покојницима (помени њихова имена) срећу и свјетлост славе Твоје. Питамо вас... - Помолимо се речима којима нас је Исус научио. - Наш отац... |

#### Ломљење божићнеобланде
Читав ритуал Бадње вечери у пољској традицији почиње ломљењем божићне обланде (облатне или наполитанке) - која се раније звала магла (на пољском језику mgiełką), кочак од пшеничног брашна и воде, печеног у гвозденом калупу. Ова активност је карактеристична за Пољску, али личи на сличан старохришћански ритуал. У првим данима цркве, током служења мисе освјештавали су се сомунови и тањири, који су се свечано ломили и давали вјерницима као причешће. На Бадњи дан (у Пољској Вигилија) вјерске заједнице су некада дијелиле еулогије, односно хљебове идентичне по облику, али нису освјећени и неупотребљени у евхаристијском обреду. Вјерницима су подјељене похвале, који су их примили у славу рођеног Исуса у знак хришћанског братства и љубави. За вријеме владавине Карла Великог, односно средином 9. вијека, у црквама у западној Европи мијењан је свети хљеб који се користио на мисама. Нови је дефинитивно био сличнији обландама које видимо данас. Након расцепа Цркве 1054. године, обланда какву данас познајемо дефинитивно је укључена у обреде католичке мисе. У средњовјековној Европи манастири су производили обланде. Бенедиктов ред у Клунију је предњачио. Овај обичај датира још од почетка 19. вијека.
Прије вечере а послије заједничке молитве учесници међусобно ломе божићна обланду (на пољском језику Opłatek) и притом међусобно размјењују жеље. То је врло танак папирни правоугаоник направљен од брашна и воде (бесквасни хљеб). На њему се обично налази слика Марије, Јосифа и Исуса. Свако узима по парче и иде до сваког госта за столом са божићним жељама. Након што су сви изрекли жеље за друге, одломе по парче обланде и поједу је. Понекад се сматра да ова традиција симболизује ломљење хљеба на Тајној вечери.
Симбол божићне обланде повезује Пољаке широм свијета, због чега се на божићним честиткама често налази и комадић божићне обланде, знак међусобне везе.
| Оригинал на пољском језику | Превод на српски језик |
| --- | --- |
| A teraz w duchu miłości i przebaczenia przełamiemy się opłatkiem – chlebem miłości. Otwierając nasze serca we wzajemnej miłości, otwieramy je na przyjście Pana. Niech On będzie zawsze z nami. Panie Boże, Ty sprawiłeś, że ta święta noc, kiedy wspominamy pamiątkę Wcielenia Twojego Syna dla naszego zbawienia, zajaśniała blaskiem Twej światłości. Spraw, abyśmy, opromienieni tym blaskiem, z otwartym sercem przyjęli Jezusa jako naszego Odkupiciela. Pobłogosław nas i te opłatki, którymi się podzielimy na znak miłości i przebaczenia. Naucz nas, Panie Boże, dzielić się chlebem, miłością i życzliwością ze wszystkimi ludźmi, a zwłaszcza z tymi, wśród których żyjemy. Przez Chrystusa, Pana naszego. Amen. | А сада ћемо, у духу љубави и праштања, преломити обланду – хљеб љубави. Отварајући своја срца у међусобној љубави, отварамо их доласку Господњем. Нека је увијек са нама. Господе Боже, учинио си да ова света ноћ, када се сећамо Оваплоћења Сина Твога ради нашег спасења, засија сјајем свјетлости Твоје. Учини да, обасјани овим сјајем, отвореног срца прихватимо Исуса као нашег Откупитеља. Благослови нас и ове обланде које ћемо подијелити у знаку љубави и праштања. Научи нас, Господе Боже, да дијелимо хљеб, љубав и доброту са свим људима, а посебно са онима међу којима живимо. Кроз Христа Господа нашег. Амин. |

Обланда се ломи у знаку љубави и праштања како би породица сједели за трпезом и радосно уживала у Божићу. Важно је да жеље које изражавамо једни другима у породици буду испуњене љубављу, добротом и подршком. У таквом тренутку можете се захвалити једни другима за годину дана заједно или рећи „извини“ ако имају нешто да објасне једни другима.
Овај обичај своје корјене има у првим вијековима хришћанства, гдје је био знак духовног заједништва међу члановима дате заједнице. Данас је ломљење божићне обланде симбол помирења, љубави и пријатељства. Слање жеља једно другом изражава жељу да породица живи заједно у хармонији. Некада су поред традиционалних обланди од бесквасног теста, хљеба и воде постојале и шарене обланде. Те обланде се касније подјеле са животињама. Његовање овог обичаја требало је да их заштити од разних болести.

##### Како зажелити жеље док ломите божићнуобланду?
Ево неколико савјета о томе како да зажелите божићне жеље без лажирања!
Да бисте научили како да направите лијепе божићне жеље, хајде да прво прођемо кроз како то не чинити. Често не схватамо које грешке правимо...
- Не пожели другима оно што не желиш себи
- Немојте жељети да се ваша очекивања испуне
- Не говори флоскуле
- Не поправљајте никога
- Будите љубазни
- Прилагодите своје жеље вези
- Анализирајте унапред шта желите
- Контролишите своје покрете

### Трпеза
Вечера, која традиционално укључује дванаест јела и посластица, може трајати неколико часова. Понекад јеловници за Бадње вече одражавају мултикултуралне аспекте, јер су Јевреји, Пољаци, Нијемци, Литванци и друге мањине живјели заједно у прошлости. Послије јела слиједи размјена поклона. Не једе се месо нити пије алкохол. 
Вигилијска вечера може да почиње супом, било боршчом са тортелинијама, или конзумом од дивљих печурака, након чега сљеди харинга у различитим облицима. Риба је главно јело током Вигилије широм Пољске. Постоје варијације главног јела, као што су филети шарана, шаран у аспику, гефилте рибе (шаран у јеврејском стилу), слатког шарана са луком, шаргарепом, бадемима и сувим грожђем и слично. Додатак јелу се састоји од разних јела од купуса, куваног црвеног или киселог купуса са салатом од јабука. Хљеб који се служи за јело је често чала, без сумње позајмљен од вјековима дугих јеврејских сународника Пољске. Затим постоји низ посластица, посебно колачи од мака, бабка, маковиец и други слаткиши, укључујући јестиве божићне украсе. Регионалне варијанте укључују журек киселу ражену супу, сиемиениотку (у Шлезији), пирогије пуњене сиром и кромпиром, као и печурке и купус, пуњени купус са печуркама и пиринчем, голабки кифлице, клуски са маком и слично. Не пије се алкохол него компот.

##### Разлике у обичајима у регионима Пољске
У Великој Пољској и Шлезији служи се рибља чорба, а у Малој Пољској и источној Пољској служи се боршч или супа од печурака. Siemieniucha, односно супа од ланеног сјемена, такође је популарна у Шлезији.

### Размјена поклона
Велики дио свечаности у Вигилији је отварање поклона. 
Под јелку се често стављају поклони које, по предању, доноси звијезда Светог Николе, Деда Мраз, беба, анђео или звијезда. Важан обичај који прати Вигилију је пјевање песама. Након што сви заврше са вечером, дјеца често отварају своје поклоне и дијеле поклоне за одрасле испод дрвета. Дариватељи у пољској традицији су "Święty Mikołaj" (Свети Никола), „Aniołеk“, мали анђео, "Gwiazdka", звијезда – женски пандан Светог Николе – или Gwiazdor (мушки род), што је или паганска традиција или представља малу Витлејемску звезду. Свети Никола је традиционално доносио поклоне 6. децембра. То варира и у неким породицама Свети Никола дарове доноси и 6. децембар и на Божић.
У Шлеској јела за Бадње вече укључују "ветка" и колаче од мака. По пољском обичају, јела за Бадње вече треба да буду брза, односно безмесна и без употребе животињских масти. Пост на Бадње вече је прилично распрострањен обичај, иако није обавезан у многим хришћанским деноминацијама. Римокатолички бискупи подстичу очување овог обичаја „због јединствене природе данашњег дана у Пољској“.
Када се звезда појави, тањир – посебна пиринчана обланда, благосиља се и ломи на ситне комаде и дели свима око стола. Тек тада можете почети да једете. Празнична гозба има 12 јела, по једно за сваког апостола.
У појединим мјестима постоји вјеровање да шта год да се деси на Вигилији утиче на наредну годину; ако дође до свађе, то предсказује свадљиву и мучну годину.

##### Објашњење обичаја
Деда Мраз (познат и као "Święty Mikołaj" или "Mikołajk" или Свети Никола) доноси поклоне у Пољску 6. децембра. Сваки регион Пољске има другачије мишљење о томе ко доноси поклоне на Бадње вече. У источној Пољској то је "Dziadek Mróz" (Дједа Мраз), у западној и сјеверној Пољској је "Gwiazdor" (Звијездани човјек), у јужној Пољској је "Dzieciątko" (беба Исус), "Aniołek" (Мали угао) или "Gwiazdka" (Мала звијезда). Понекад се дјеци каже да је потребно да буду тиха током оброка у Вигилији како не би уплашили дародавца.

##### Поклони који представљају пољску културу
Сљедећи поклони представљају одраз пољске традиције и културе
- Bolesławiec керамика

Болеславечка грнчарија се производи у Пољској у малом граду Болеславац вијековима, а неки од првих комада заправо датирају из 600. године наше ере. Сваки комад грнчарије је пажљиво ручно осликан и жигосан стварајући веома јединствен и традиционалан дизајн. Керамика је два пута печена што је чини изузетно издржљивом, погодном за микроталасну пећницу, рерну, замрзивач и машину за прање судова.
- Пољски пекарски производи

Пољска је позната по својим колачима, колачићима и другим слатким посластицама из piekarnie (пекаре) и cukiernie (посластичарнице).
- Кухарице са пољским јелима
- Књиге који су написали пољски писци

Пољска има низ познатих књига које су преведене на више свјетских језика. Олга Токарчук је 2018. године добила Нобелову награду за књижевност.
- Водка

Постоји неколико различитих типова водки, међу познатијима су сљедећи брендови Луксусова водка, Собиески водка, Зубровка водка, Виборова водка, Белведере водка и друге.
- Пољски слаткиши[16]

1. Krówki - Кровки, што буквално значи "мале краве" на српском језику. То су пољске полу-мекане млијечни карамеле. Споља су тврде, а изнутра гњецаве.
2. Mieszanka Krakowska - пољски бомбони имају танку чоколадну спољашњост омотану око воћног желе бомбона.
3. Ptasie Mleczko - пољски меки слаткиш преливен чоколадом који је пуњен глатком масом слично слаткишу маршмелоу.
4. Michałki - пољска мекана чоколадна бомбона која је пуњена здробљеним орашастим плодовима.

- Пољски умјетнички предмети и сувенири

Модерна уметност у Пољској је шарена, живахна и забавна, на умјетничким пијацама се могу пронаћи ручно рађени комади, неки су директно инспирисани пољским фолклором. Најпознатија умјетничка ревија је Targi Rzeczy Ładnych (Тржиште лепих ствари), највећој ревији дизајна у Пољској на којој можете купити локално ручно израђене предмете и упознати умјетнике. Предмети од пољског ћилибара, се често називан „златом сјевера“ На пјешчаним плажама дуж Балтичког мпосјетио могу самостално пронаћи необрађен ћилибар.
Пољска производи неке од најфинијих божићних украса од ручно дуваног стакла у Европи. Ови украси се издвајају због високог квалитета, традиционалних умјетничких дијела и јединствених украса.

### Божићне пјесме (коледа)
На крају окупљени могу пјевати божићне пјесме (пустити музику). Неке породице у Пољској пјеваће божићне пјесме након што се оброк заврши. Ове пјесме су свечаног и религиозног тона. У неким деловима Пољске, чешће на селу, људи ће путовати између кућа пјевајући пјесме или изводећи кратке скечеве о рођењу Исуса Христа.
Послије вечере за Вигилију (Бадње вече), заједничко пјевање песама је обавезно. Прва пољска божићна пјесма (коледа), зване на пољском језику kantyczka, датира из 1424. године - "Здраво, буди анђеоски краљ" (на пољском језику "Zdrów bądź królu anielski"). Популарна пјесма „Анђео је говорио пастирима” (на пољском језику "Anioł pasterzom mówił") такође потиче из 15. вијека. Збирке песама и пасторала објављиване су у књижицама које се називају пјесмама. Већина божићних пјесама настала је на прелазу из 17. у 18. вијек.
Најпознатија божићна пјесма (коледа) је "Бог се роди" у ритму полонезе и има директан патриотски тон, али постоје и многе друге, неке су више религиозне као што су „Он нам дарује непојмљиве дарове“ (“Niepojęte dary dla nas daje”), популарне су “Данас у Витлејему” (на пољском језику “Dzisiaj w Betlejem”) и “Дотрчали су” (на пољском језику “Przybieżeli”), а неке су народне, попут горштачке „Ој, Малушки” (на пољском језику Oj maluśki) или "Није било мјеста за тебе" (на пољском језику “Nie było miejsca dla ciebie”). Репертоар пољских песама вјероватно броји и до 700 наслова.
Пјевање божићних песама је прије свега елемент традиције, важан културни елемент, али и добар начин за молитву (уосталом, онај ко пева моли се два пута). Поред тога, то је добар изговор за породичну интеграцију. Божићне пјесме су једноставне и лаганих мелодија.
Неке пјесме имају и више – 2, 3, понекад 4 стиха – што је још интересантније јер је у литургији божићни период много краћи од Адвента или Великог поста. Често их пјевају радо чак и људи који Божић не славе баш религиозно.
Традиција Вигилије укључује и колендавање, али се у многим мјестима не практикују стари обичаји, умјесто тога остао је обичај пјевање за Вигилијом. У многим дијеловима Пољске коледници су кренули на Вигилију (Бадње вече). Обичај пјевања коледа познат је још од 17. вијека. Куће су обилазили коледници носећи шарену звијезду. Божићној пјесми присуствовала је сеоска омладина, ученици, оргуљаши и сами свештеници. Ишли су од куће до куће, пјевали пјесме и изражавали жеље укућанима – за шта су добијали прилоге у новцу и натури. У поноћ су сви отишли на Пастерку (Поноћну мису). Често, како је расположење било заиста празнично и безбрижно, људи су се забављали на разне начине.

### Пастерка
Поједине породице као и поједни вјерници присуствују традиционалној поноћној миси/пастирској миси (пастерки), гјде се пјевају и божићне пјесме. То је посљедњи и најважнији елемент сваке Вигилије.
Божић има три одвојена мисна облика Поноћна миса, света миса ујутру и на Бадњи дан. Прослава Божића има своје коријене у Јерусалиму. Локални патријарх је у свечаној процесији отишао у Витлејем да одслужи свету мису у поноћ у пећини Рођења. По повратку у Јерусалим служена је друга света миса ујутру у храму Васкрсења Господњег. Трећа света миса прослављена је у подне у Саборној цркви. Са врло сличним обичајем сусрећемо се у Риму у време папе Гргура Великог (умро 604. године). 
Литургија ријечи појединих светих миса на овај дан се разликују и стављају различите акценте. Током поноћне мисе фокус је првенствено на чињеници Исусовог рођења и обожавање анђела (Јеванђеље по Луки 2:1-14), на светој миси ујутру чита се о поклонивању пастира (Јеванђеље по Луки. 2, 15-20), док током дана се пјева химну о Логосу (Јн. 1, 1-18).
У Католичкој цркви у Пољској је традиција да се служе мисе у зору током Адвента, које се називају рорате. Ово су мисе у част Богородице, у знак сјећања на то да је Мајка Божија од Архангела Гаврила примила вијест да ће постати Мајка Сина Божијег. Најстарији трагови свете мисе служене у Пољској, роратство датира још из 12. вијека. У 16. вијеку рорати су већ били познати широм Пољске. Током рорате у олтару се пали додатна украсна свијећа која симболизује Мајку Спаситеља.

## Божићни доручак
Божић је државни празник у Пољској и већина Пољака проводи дан са својом породицом. Послије Вигилије слиједе још два дана славља. Божићни доручак се често састоји од кајгане, нарезака сервираних са сосом од рена, димљеног или прженог лососа, маринираних салата и колача, посебно Toruńskie pierniki (медењаак), торте и украшених слаткиша.

## Пољска дијаспора
За оне који не желе да праве своје Вигилиа вечере или само желе да пробају нека од ових јела следеће године, нека места нуде Вигилиа вечере за јавност почетком децембра, на пример Пољски центар Висконсина, Пољска национална католичка цркви св. Петра и Павла у Јужном Милвокију, Пољски национални клубови.

## Нове традиције
Иако Бадње вече има хришћанске корене и уско је везано за Божић, у данашње време га слави значајан број Пољака, како верника, тако и неверника. Све чешће можемо видети организовање бадњака у предузећима и на радним местима. Састанак Бадње вечери на радном мјесту – иако не мора да има све традиционалне елементе – вреди започети кратком молитвом, читањем одломка Јеванђеља и пјевањем божићних пјесама. Обично се организује прије 24. децембра. Овде не важи толико црквено право, колико државно право. Закон о трезвеном васпитању и сузбијању алкохолизма из 1982. године забрањује продају, услуживање и конзумацију алкохолних пића у просторијама радног места и колективног угоститељства запослених. Међутим, постоје неки изузеци од овога. Врховни суд је 24. септембра 2015. године пресудио да: „учешће запослених на приватном комеморативном или опроштајном скупу осталих запослених који се организује уз сагласност послодавца након радног времена у посебном дијелу (социјални просторије) сједишта послодавца, комбиновано са конзумирањем мањих количина алкохола уз сагласност послодавца, не представља тешку повреду основних дужности запосленог, осим ако је дошло до нарушавања реда и мира на радном мјесту или јавног реда.“

## Јела током Вигилије
У зависности од региона и породичних традиција, сет јела за Бадње вече варира, али традиционално на трпези за Вигилију треба да буду сви плодови земље, а требало би да буде дванаест јела. Требало би да окушате свако припремљено од њих да бисте обезбедили срећу током целе године по старом веровању.

#### Објашњење
Традиција налаже да се током пољске Бадње вечери (kolacja wigilijna) служи 12 традиционалних јела. Овај број је симбол богатства, који су били облик захвалности боговима за обилну жетву у протеклој години, 12 апостола и представља 12 мјесеци у години. По црквеном предању, јела за Бадње вече треба да буду брза – не смеју да садрже месо.
Међутим у прошлости, вечера се састојала од непарног броја јела.
Припрема традиционалних јела одузима доста времена. Многи ресторани и продавнице нуде готове производе, али Пољаци и даље више воле да кувају традиционалне породичне рецепте јер су увек укуснији. Нека специфична јела могу се разликовати од различитих региона, али многа од њих су универзална.
Најтипичнија јела за Вигилију су: 
1. црвени боршч[29] са тортиљама пуњеним печуркама (у неким регионима Пољске се уместо тога сервира бела журек супа, супа од печурака[30], воћна супа или рибља чорба, (у Шлеској је традиционално јело Siemieniotka), чиме се започиње гозба. Алтернатива за вегане је супа од бадема[31].
2. риба, припремљеном на различите начине, са најтрадиционалнијим прженим шараном[32] и у желеу, аспику, друге варијације су гефилте рибе (шаран у јеврејском стилу[33]), слатког са луком, шаргарепом, бадемима и сувим грожђем. Риба је главно јело за Вигилију широм Пољске, једе се бар двије опције током гозбе. Главна риба се послужује топла.
3. харинга ролмопс[34] је посебно популарна и честа на трпези. Херинга се послужује хладна, често у комбинацији са јајима, киселим млеком.
4. прилог главном јелу су разне опције јела од купуса, куваног црвеног или киселог купуса са салатом од јабука, пуњени купус са печуркама и пиринчем (пољски језик Gołąbki)[35], пирјани кисели купус са пасуљом[36] и слично, јела од куваног кромпира (Kluski Śląskie),
5. хљеб који се служи током гозбе је обично халка[37], обично везано за обичаје Јевреја Ашкеназија,
6. бабка (сладак хлеб)[38][39], Посебна врста је и Toruńskie pierniki (медењак)[40],[41][42]
7. ролада са маковим семенкама (пољски језик makowiec)[43].
8. пироге (кнедле), пуњене сиром (руске[44]), кромпиром, печуркама или купусом,
9. Кутја[45], важно јело, слично кољиву. То је мешавина куваних, непрерађених зрна пшенице, куваног мака, меда, сушеног или кандираног воћа натопљеног малом количином порто или црног вина и разних орашастих плодова и семенки – најчешће бадема, зрна сунцокрета или ораха. У прошлости, кутија није имала само кулинарску улогу, већ је била повезана и са верским веровањима. Једе се само током Вигилије и то на почетку и на крају гозбе.
10. компот од сувог воћа, воћно пиће[46],
11. пољски колач од сира (Sernik), али и разни други слаткиши укључујући јестиве божићне украсе[47][48][49],
12. руска салата.

## Вјеровања и сујеверја за Вигилију
Многе активности које су се у прошлости обављале за Вигилију имале су за циљ да обезбједе жетву, благостање и здравље. Вигилија је пуна вјеровања и сујеверја која наводно имају изузетну моћ, а обично потичу из старих, локалних паганских вјеровања.
У пољској традицији, ниједан други празник нема толико симбола и ритуала као Божић, важан датум у празничном периоду који се на старопољском језику зове Годи. Годијем почиње циклус зимских обреда, односно празника од Божића до Богојављења. Првобитно, у то вријеме преци Пољака су славили празник који су називали „Дједовско вече“, празник у част душа умрлих. Ови обреди су се до данас сачували на Истоку, гдје их је Православна црква уградила у црквене литургијске обреде. У Пољској су преживели углавном у ритуалима Вигилије (Бадње вечери). Божићни период се завршава Богојављењем, на који су, након благосиљања воде и тамјана, на вратима исписани знаци крста.
Вигилија је био дан када су се људи посебно трудили од самог јутра - широм Пољске, без обзира на регион - да га лијепо прославе. Вјеровало се да каква буде Вигилија такав ће бити сваки наредни дан у години. На данашњи дан се посебно требало добро понашати, коректно, без свађа, бити лијепо обучен и обилно јести. Дјеца су морала да буду добра, иначе би била кажњавана цијеле године.
Реликвије сведушних обреда укључују вечеру, остављање слободног мјеста за трпезом и храном, упаљено свијетло ноћу и отварање врата стана током вечере, што указује на ишчекивање душа покојника. На Бадње вече постојале су многе забране, укључујући: шивање, предење, лупање крупа у степи, мљевење у млину, сјецкање хране итд.
По принципу да ће добро започета година обезбедити благостање за цијелу годину, на Вигилију (Бадње вече) се прижељкивало и обављало читав низ радњи, посебно аграрних, како би се обезбједило здравље, жетва и благостање за цијелу годину на фармама и за укућане и за стоку. Људи су се трудили да за Бадње вече спреме 12 јела како би све уродило плодом у наредној години. Међу њима се могу наћи житарице разних житарица, углавном пшенице и овса, купуса, меда, сушених печурака, рибе. Житарице су биле изузетно важне - њихово обиље на бадњачкој трпези значило је жетву за цијелу годину. Препорука је да се пробају сва јела за трпезом.
Мед је био жртвени дар намјењен бићима изван људског свијета. У прошлости се мед користио у магијском лијечењу. Мак је и симбол онога свијета; некада се вјеровало да човјеку доноси сан – преноси човјека у загробни живот и током вечере за Вигилију испуњава јединствену функцију контакта са свијетом мртвих. Дјевојка која спрема јела са маком имаће среће у љубави. За време вечере треба пробати сва јела и, како се не би бунити на беспарицу, обавезно јести јела са маком. Гљиве су знак изузетног простора који је стран и у контакту са необичним бићима другог свијета.
На трпезу прекривену столњаком стављала су се јела за Вигилију и испод ње се простирало сијено. Испод стола се простирала слама. Укућани могу покушати и да извуку парче сена испод столњака. Онај ко најдуже извуче, уживаће највећу срећу и успех у наредној години. Јер Вигилија је и вријеме гатања и прорицања. У прошлости су се послије вечере практиковали различити обичаји. Када су весељаци још сједели за столом, испод столњака су се извлачиле сламке или комадићи сијена. Прави и дуги су предвиђали миран живот без опасности, док су криви предвиђали неке невоље за остатак године. Гатање се на сличан начин изводило помоћу ораха. Пун орах са здравим језгром био је добра прогноза за будућност, за разлику од празног или поцрњелог. Наравно, ова предвиђања нису схваћена превише озбиљно. Послије вечере дјевојке су излазиле из куће и слушале – гдје ће пас лајати, одатле ће доћи и љихов будући вјереник. На крају вечере, дјевице и нежење су говорили своју будућу судбину из класја и сијена. Ако је стабљика била зелена, то је значило вјеридбу, ако је стабљика увенула, значило је чекање, а ако је била жута, значила је смрт или уситину, веома лош знак. Гатало се и отресањем жита са класја; ако је број био паран, то је значило брак. Уз остатке вечерње стоке давано је и сијено, а од сламе су се правиле уже и везивале воћке да би дале плодове, а правили су се и мањи снопови који су стављали између озимих ујсева за добру жетву. У Шлезији благостање доноси мали новац који лежи на столу поред божићне обланде. Такође се обраћа пажња на смер у ком иде дим након гашења свеће. Ако крене према вратима, можда ће неко недостајати следеће године. Снопови неомлаћеног жита постављени по угловима просторије симболично су поткрепљивали њихов значај.
Озбиљни земљорадници и угледне домаћице такође нису презирале – додуше у другу сврху – овакву врсту гатања: било је добро чути рзање коња, блејање оваца или рикање краве у тишини мразне ноћи. То би значило је да ће на фарми бити среће. Насупрот томе, мјаукање мачке, гунђање свиња или трубе гусака нису били повољни знаци.
Предвиђала се временска прогноза за цијелу годину, посматрајући вријеме од Вигилије до Богојављења. Ако је на Вигилији небо било пуно звијезда, кокошке су требале да носе лијепа јаја, а ако је облачно, краве су требале да дају много млијека. Од Божића, као потакнути људским жељама, појавили су се људи прерушени – коледници, коледници, Ироди, обучених у цигане, Јевреје и сл., са туроном, козом или медвједом, коњем, а у Пољској и полуродом. Ове животиње су сматране оличењем моћи ђубрења.Ове групе су шетале са звијездом или јаслицама и играле сцене везане за Христово рођење. Цијели ритуал је био усмјерен на буђење живота, плодности поља и плодности жена.
Још у 19. вијеку вјеровало се да се током вечере за Вигилију може видети особа која је умрла у текућој години – ако само одете у ходник и погледате у собу кроз кључаоницу, видећете њега или њу како сједи са осталим укућанима. Донедавно се вјеровало да се душе покојника појављују на вечери за Вигилију. За таквог „посјетиоца из загробног свијета“ је чак остало слободно мјесто за столом – овај обичај се вјероватно задржао до данас као слободно мјесто за неочекивани долазак.
Такође се сујеверно вјеровало да непоштовање свете вечери може изазвати разне недаће. Људи се до данас опомињу да се на Вигилију не свађају и да показују љубазност једни према другима.. 
Преовлађује сујеверје да ако је први гост у кући на Бадње вече младић, то ће доњети срећну годину.
Постоји и обичај да се у једно ухо у јело боршу стави грош – ко га нађе имаће среће у наредној години. Било какве повреде или болести током празника доживљавани су као знак здравствених проблема.
Ловци традиционално иду у лов на Бадње вече, а његов успјешан исход је обезбјеђење заштите заштитника лова Светог Хуберта.
Постоји традиција да се проба свако од дванаест јела за Вигилију како им не би понестало сљедеће године.
Неки људи остављају шаранске крљушти у новчаник „за срећу“. Вјерује се да шаранске љуске доносе додатну срећу и неки ће их држати у новчанику до краја године. Неке старије жене ће ставити шарганске крљушти у грудњак током оброка и исте ће поклонити гостима сљедећег дана.
Једно од сујеверја за Бадње вече каже да се на Бадње вече могу чути животиње како говоре људским гласовима. Наиме, стара пољска легенда тврди да у поноћ на Бадње вече животиње добијају способност да говоре. Прича тврди да су добили способност да говоре како би дочекали бебу Исуса на земљи. Дјеца понекад безуспешно покушавају да комуницирају са кућним љубимцима.

## Вигилија (Бадње вече) широм свијета
Бадње вече није празник, али у пољским обичајима и традицији, почевши од свечане вечере, то је дан који се слави празнично и генерално се сматра најпородичним даном у години (у многим земљама то није толико важно). Слично као у Пољској, Бадње вече се слави у Литванији, Чешкој и Словачкој, обично уз много позајмица из старословенског бадњака.
Обичај ломљења обланде је непознат ван Пољске, Литваније и Бјелорусије. У многим земљама нема поста (такође у Пољској тренутно није обавезан) нити пастерке (поноћне мисе).

### Европске земље
- У Великој Британији већина људи ради на Бадње вече. На први дан Божића, типично јело за вечеру је печена ћуретина са брусницом. На Божић се и Британци дарују[54].
- Бадње вече се такође не слави у Холандији и, све чешће, у Белгији, гдје га замјењује свечани божићни доручак у ресторану.
- У Белгији, Бадње вече је дан резервисан за вјерске церемоније и представе рођења.
- У Француској је најважнија божићна вечера, са стразбуршком паштетом од гушчје или пачје џигерице (foie gras), острига и димљеног лососа. Живина, посебно ћуретина, обично се једе на Бадње вече.
- У Данској се за Бадње вече служи печена патка, а затим рижа са бадемима.
- У Аустрији на трпези Бадње вечери налазе се шаран или патка, а у Њемачкој је то раскошнија вечера, која се обично састоји од салате са кромпиром и кобасицама.
- У Норвешкој се за Бадње вече служе свињска ребра (ribbe на норвешком) и кувано овчије месо (pinnekjøtt на норвешком), или посебно јело припремљено од усољене и куване рибе (која је претходно остављена у сода лугу 2-3 дана). ), који се затим сервира са сланином. Ово јело се зове lutefisk[55].
- У Грчкој дјеца ујутру пјевају божићне пјесме. На свакој трпези налази се Хљеб Христов - велики слатки хљебови у разним облицима и са разним украсима. Јелке су се први пут појавиле 1833. године - обичај је увео грчки краљ Otton I Wittelsbach (син краља Баварске). Традиционални грчки обичај је украшавање чамца или брода.
- На Балкану се током обиљежавања Бадњег дана и традицији и обичајима Срба налазе доста сличности са Вигилијом.

### Обичаји слични Вигилији изван Европе
У неевропским земљама повезаним са католичанством, постоје обичаји карактеристичне за дату културу:
- На Бадње вече, Боливијци благосиљају ручно рађене фигурице. Онда се забава наставља цијеле ноћи.
- У Колумбији га славе од 8. децембра, украшавајући грмље украсима и лампицама. Вечере нема, али послије посљедње мисе је славље цијеле ноћи.
- У Мексику, гдје се празници прослављају у вјерској атмосфери, типичан обичај је пињата [56].
- На Филипинима се током цијелог Адвента украшавају куће и улице и приказују јаслице уз учешће глумаца.
- У Камеруну, гдје се празници поклапају са празницима и интензивним радом на терену, Бадње вече је слободан дан; затим пале ломаче, читају Библију и пјевају пјесме.
- У Панами се велика пажња посвећује шљокицама изван прозора. Нема вечере за Бадње вече. У многим домовима то је нормалан дан као и сваки други.

## Вигилија (Бадње вече) у умјетности
Вигилија је била инспирација и за умјетнике Средње Европе.

##### Вигилија као мотив у сликарству
Мотив Бадње вечери користио је Јацек Малчевски на слици Бадње вече у Сибиру из 1892. године. Ова слика је . године постала инспирација Јацеку Качмарском да напише песму „Бадње вече у Сибиру“. Карл Ларсон је такође приказао Бадње вече у акварелу насликаном 1904. године. Франц Скрабина је насликао слику Божићна пијаца у Берлину, 1892. године.
Пољска сликарка Bronisława Rychter-Janowska (1868.-1853.) је насликала више слика инспирисаних традицијом и обичајима везаним за Вигилију.

##### Вигилија као мотив у књижевности
Вигилија је значајан мотив из народног фолклора присутан и у књижевности. Што се тиче поезије издваја се пјесма Марије Илницке,, Марија Илницка је била је пољски писац, преводилац, новинар и романописац, једна од најзначајнијих представника позитивизма у пољском друштву у 19. вијеку.
| Оригинал на пољском језику | Превод на српски језик |
| --- | --- |
| "Z Wami się łamię dziś opłatkiem białym. Z Wami, którzy w życia ciężkim trudzie Orzecie ziemi naszej zagon twardy, Czystego serca i uczynków ludzie" (...) | „Данас с вама ломим бијелу божићну обланду. Са вама који се тешко борите у животу Заораћеш тешке њиве у нашој земљи, Људи чиста срца и дијела“ (...) |

Један од најљепших описа Вигилије у пољској класичној књижевности припада Владиславу Рејмонту. Писац је 1924. године добио Нобелову награду за роман „Хлопи”. Роман приказује живот сеоске заједнице почетком 20. вијека и обухвата четири годишња доба. Описе Вигилије могу се наћи у свесци под насловом „Зима” (4. поглавље).
| Оригинал на пољском језику | Превод на српски језик |
| --- | --- |
| W Wigilię przed godnymi świętami już od samego świtania wrzał przyspieszony, gorączkowy ruch w całych Lipcach. [...] Rojno było od ludzi i wrzaskliwie; radosny nastrój święta drgał w powietrzu, przenikał ludzi, nawet w bydlątkach się odzywał; krzyki dźwięczały w słuchliwym, mroźnym powietrzu kieby muzyka, śmiechy rozgłośne, wesołe leciały z końca w koniec wsi, radość buchała z serc; psy jak oszalałe tarzały się po śniegach, szczekały z uciechy i ganiały za wronami, tłukącymi się około domów, po stajniach rżały konie, z obór wyrywały się przeciągłe, tęskne ryki, a nawet ten śnieg jakby radośniej skrzypiał pod nogami... | На Вигилију, прије пристојне славе, од саме зоре је у Липцу било убрзано, грозничаво. [...] Било је пуно људи и бучно; радосно расположење празника вибрирало је у ваздуху, прожимало људе, огледало се чак и у животињама; крици су одјекивали у чујном, мразном ваздуху, музика, гласан и весео смијех прелетао је с краја на крај села, радост избија из срца; пси су се ваљали као луди по снијегу, лајали од весеља и јурили вране које су зујале око кућа, коњи су рзли по шталама, дуге, чезнутљиве рике бјежале су из штала, а и снијег као да је радосније шкрипао под ногама... |

## Галерија
- Илустрације детаља током Вигилије
- Божићна трпеза у старој колиби, Скансен у Саноку, Пољска
- Хљеб који се користи широм Вигилија позајмљен је од Шабата, посебно чала (пољски: chałka)
- Традиционалне пољске стаклене куглице са детаљима од чипке.
- Кукачи са створењем из Туроња певају божићне песме по имену коледи у Пољској, разгледница из 1929. године
- Чалка
- Украсне јасле

- Умјетничка дјела инспирисана Вигилијом
- Божићна пијаца у Берлину (Franz Skarbina, 1892. године)
- Срећан Божић, 1927-1936. године
- Wigilia na Syberii (Jacek Malczewski, 1892. године)
- Wigilia (акварел, Carl Larsson, 1904. године)
- Pierwsza gwiazdka (уљане боје, Tadeusz Popiel, oко 1913. године)
- Кићење Божићног дрвца (Marcel Rieder, 1898. године)